# النجود (مناخة)

تعديل مصدري - تعديل

النجود هي إحدى قرى عزلة بني حسن وحسين بمديرية مناخة التابعة لمحافظة صنعاء، بلغ تعداد سكانها 19 نسمة حسب تعداد اليمن لعام 2004.